# António Botto
Pour les articles homonymes, voir Botto.
António Thomaz Botto, qui signait António Botto, est un poète moderniste portugais, né le 17 août 1897 à Concavada (pt) (municipalité d'Abrantes, au Portugal) et mort le 16 mars 1959 à Rio de Janeiro (Brésil).

## Biographie
De famille pauvre (son père était bottier), António Botto dut travailler jeune. Il entra dans l'administration comme employé du gouvernement. En 1924, il voyagea en Afrique et travailla un an en Angola.
En 1917, il publia son premier recueil de poèmes, Trovas. Il édita ensuite Cantigas de saudade (1918) et Cantares (1919). En 1920, il publia Canções (chansons), qui n'eut aucune diffusion. Ce n'est qu'à l'occasion de la deuxième édition en 1922 que le poète Fernando Pessoa écrivit un article provocateur au sujet de ce livre, soulignant l'audace de l'auteur et sa sincérité à chanter ouvertement l'amour homosexuel en véritable esthète. Un scandale public éclata dans la société intellectuelle de Lisbonne, qui assura la renommée à Botto pour le reste de sa vie. Une plainte fut déposée et le livre fut retiré des librairies. Des écrivains défendirent le recueil et l'interdiction fut levée en 1924.
En 1942, il fut renvoyé de la fonction publique pour désobéissance, pour avoir courtisé un collègue de travail, et pour avoir écrit et récité des poèmes pendant ses heures de travail. Il tenta de se défendre, mais souffrait également d'une syphilis avancée.
Lassé de ses conditions de vie au Portugal, il décida d'émigrer au Brésil. Il donna des lectures de ses poèmes à travers le pays pour financer son voyage, lectures qui obtinrent un grand succès et que louèrent des artistes comme Amália Rodrigues, João Villaret ou Aquilino Ribeiro.
Il est mort après avoir été renversé par une voiture à Rio de Janeiro.

## Œuvres
- 1917 : Trovas (poèmes)
- 1918 : Cantiga de saudade (poèmes)
- 1919 : Cantares (poèmes)
- 1920 : Canções (poèmes)
- 1922 : Canções (segunda edición). Jusqu'en 1956, sous le titre As Canções de António Botto, le livre fut révisé et augmenté par l'auteur.
- 1924 : Curiosidades estéticas (poèmes)
- 1925 : Piquenas esculturas (poèmes)
- 1927 : Olimpíadas (poèmes)
- 1928 : Dandysmo (poèmes)
- 1929 : Antologia de poemas portugueses modernos (avec Fernando Pessoa)
- 1931 : O livro das crianças (histoires pour les enfants)
- 1933 : Alfama (teatro); António (théâtre)
- 1934 : O meu amor pequenino (historias cortas); Ciúme (poèmes)
- 1935 : Dar de beber a quem tem sede (historias cortas); A verdade e nada mais (antología para niños)
- 1938 : A vida que te dei (poemas); Os sonetos de António Botto (poèmes)
- 1940 : O barco voador (historias cortas); Isto sucedeu assim (roman)
- 1941 : OLeabhar na hÓige. Scéalta ón bPortaingéilis. Oifig an tSolatháir: Baile Átha Cliath (traduction en irlandais de Os contos de António Botto para crianças e adultos)
- 1942 : Os contos de António Botto para crianças e adultos (nouvelles)
- 1943 : A guerra dos macacos (nouvelles)
- 1945 : As comédias de António Botto (théâtre)
- 1947 : Ódio e amor (poèmes)
- 1948 : Songs (traduction en anglais par Fernando Pessoa de Canções)
- 1953 : Histórias do arco da velha (histoires pour les enfants)
- 1955 : Teatro; Fátima poema do mundo
- 1999 : As canções de António Botto, Lisboa: Presença, 1999.